# جان مک‌لین (دونده)
جان مک‌لین (انگلیسی: John McLean; ۱۰ ژانویهٔ ۱۸۷۸ – ۴ ژوئن ۱۹۵۵) بازیکن فوتبال کالجی و دونده دو با مانع اهل ایالات متحده آمریکا بود.